# Nvidia HairWorks
HairWorks ist ein Software-Plugin für 3ds Max und Maya zur realistischen Darstellung von Fell und Haar der Firma Nvidia. Das Plugin wurde am 20. Juni 2014 auf der Internetseite von Nvidia zum Download freigegeben. HairWorks entstand aus mehreren von Nvidia zuvor entwickelten Rendermodulen. 

## Features
- Schattenwurf auf Fell und Haare
- Skalierbarkeit
- Schattenwurf auf Haut und umgekehrt
- Interaktion mit Wind
- Echtzeitbearbeitung im Editor
- Level of Detail

## Spiele mit HairWorks
In folgenden Spielen wurde HairWorks verwendet:
| Spiel                    | Erscheinungsdatum |
| ------------------------ | ----------------- |
| Call of Duty: Ghosts     | 05.11.2013        |
| Far Cry 4                | 18.11.2014        |
| The Witcher 3: Wild Hunt | 19.05.2015        |
| Metro Exodus             | 15.02.2019        |